# ماپلویل (مریلند)
ماپلویل (به انگلیسی: Mapleville) شهری در ایالت مریلند کشور ایالات متحده آمریکا است که جمعیت آن در سرشماری سال ۲۰۱۰ میلادی، ۲۳۸ نفر بوده‌است.